# Cierre cognitivo (filosofía)
Dentro de la filosofía de la ciencia y la filosofía de la mente, el término cierre cognitivo se refiere al hecho de que la mente humana es constitucionalmente incapaz de resolver ciertos problemas filosóficos de envergadura. El filósofo estadounidense Owen Flanagan llama a esta posición "naturalismo anti-constructivo" y también "nuevo misterianismo", y el principal defensor de la hipótesis, el filósofo británico Colin McGinn, lo denomina "naturalismo trascendental", dado que apunta a la posibilidad de que las soluciones de esos temas irresolubles pudieran sin embargo caer dentro de la comprensión de un "no" humano inteligente de algún tipo. Según McGinn, tales cuestiones filosóficas se refieren a problemas relacionados con la dicotomía mente-cuerpo, la identidad del yo, los fundamentos del significado de las cosas, y del libre albedrío y el conocimiento, tanto tomados a priori como a posteriori (empíricos).

## Enfoques filosóficos

### Colin McGinn
No se puede dar por sentado simplemente que la facultad de razonamiento humano es naturalmente adecuada para responder a preguntas filosóficas: las preguntas y su tema son una cosa, y el alcance de la facultad racional, como rasgo humano, otra distinta. No por el hecho de que constituya la mejor facultad que tenemos para hacer filosofía podemos ni remotamente deducir que sea una facultad suficiente o adecuada para dicho propósito.

Cuando la mente humana afronta problemas filosóficos, especialmente del estilo de "¿Cómo es posible X?", adopta cuatro actitudes: O bien (i) trata de domeñar el objeto de perplejidad proporcionando una teoría reduccionista o explicativa del mismo; o (ii) lo declara irreductible y, por lo tanto, no está abierto a ninguna explicación equilibrada; o (iii) sucumbe a una interpretación mágica o  imaginativa de lo que parece desconcertante; o (iv) simplemente elimina la fuente del problema por temor a la confusión ontológica. (...) Los temas que he recalcado, y que he discutido en  detalle en el libro mencionado anteriormente, son: la conciencia y el problema mente-cuerpo, la naturaleza y la identidad del yo, los fundamentos del significado, la posibilidad del libre albedrío, la disponibilidad del conocimiento a priori y el empírico. (...) Básicamente, lo que encontramos, en general, es la seducción de la magia o directamente la eliminación por la impotencia teórica ante el fenómeno que ha atraído la atención filosófica. El fenómeno plantea en principio problemas relacionados con la probabilidad. (...) El libre albedrío, por ejemplo, es inaprensible de forma inmediata, por lo que el pensador busca conceptos que expliquen su existencia, pero estos intentos siempre resultan de dudosa eficacia por lo reductivo y distorsionante, dejándonos de nuevo desagradablemente en manos de la magia o el descarte o la parálisis (...) así que saltamos tristemente de una opción insatisfactoria a otra; o nos aferramos (entrecerrando los ojos) a una posición colectiva que parece ser la más intelectualmente válida. (...) La ciencia, en este punto, puede caracterizarse como ese conjunto de preguntas que supera estas opciones, donde nuestras facultades cognitivas nos permiten formar conceptos y teorías válidos. La distinción entre ciencia y filosofía apunta a la raíz de nuestras facultades cognitivas, las que poseemos o de que carecemos, y por lo tanto es relativa a nosotros: no corresponde a ninguna división concreta justificable dentro de la realidad objetiva (...) no está más allá de la posibilidad de que nuestros cerebros tengan que estar hechos de algo más que neuronas para que lleguemos a poseer el poder cognitivo necesario para resolver los problemas que plantea la filosofía; en cualquier caso, este es el tipo de diagnóstico [el naturalismo trascendental] que explica nuestra ineptitud filosófica. (...) La inhabilidad de la filosofía es, pues, el resultado de la forma particular en que la selección natural ha construido nuestro órgano pensante, no un rasgo objetivo del sujeto que se plantea las preguntas filosóficas.

### Friedrich Hayek
Para el filósofo austríaco Friedrich Hayek, por su parte, "la idea general de que la mente se explica a sí misma es una contradicción lógica" (...) y "adopta dicha incompletitud –la incapacidad constitucional de la mente para explicarse a sí misma– como un caso más dentro de los teoremas de la incompletitud de Gödel. (...) Hayek no es un agnóstico naturalista, es decir, opina que la ciencia actualmente no puede ofrecer una explicación de la relación mente-cuerpo, aunque en principio podría hacerlo".

### John Tyndall
El físico irlandés John Tyndall escribió al respecto en 1871:

Establecer una correspondencia directa entre la física del cerebro y los hechos correspondientes en la conciencia es impensable. Se producen simultáneamente un pensamiento determinado y una acción molecular definida en el cerebro, pero no poseemos el órgano intelectual, ni aparentemente ningún rudimento de dicho órgano, que nos permita pasar, por un proceso de razonamiento, del uno al otro. Aparecen juntos, pero no sabemos por qué. Por más que nuestras mentes y sentidos se hayan expandido, fortalecido e iluminado hasta el punto de que nos permiten ver y apreciar las moléculas del cerebro; si fuéramos capaces de seguir todos sus movimientos, todas sus agrupaciones, todas sus descargas eléctricas, si es que existen; y si estuviéramos íntimamente familiarizados con los estados de pensamiento y sentimiento correspondientes, seguiríamos estando tan lejos como siempre de la solución del problema: "¿Cómo se relacionan estos procesos físicos con los hechos de la conciencia?". El abismo entre las dos clases de fenómenos seguiría siendo intelectualmente intransitable. Imaginemos que la conciencia del amor, por ejemplo, se asocie con un movimiento en espiral hacia la derecha de las moléculas del cerebro y la conciencia del odio con un movimiento en espiral hacia la izquierda. Deberíamos así saber, cuando amamos, que el movimiento es en una dirección y, cuando odiamos, que el movimiento es en la otra, pero el "¿Por qué?" permanecería tan incontestable como antes.

### Noam Chomsky
El lingüista y pensador estadounidense Noam Chomsky sostiene que las capacidades cognitivas de todos los organismos están limitadas por la biología y que ciertos problemas pueden estar más allá de nuestra comprensión:

Un científico marciano, con una mente diferente a la nuestra podría considerar este problema [del libre albedrío] como trivial, y preguntarse por qué los humanos nunca parecen apuntar a la forma obvia de resolverlo. Este observador también podría sorprenderse de la capacidad de cada niño humano para adquirir el lenguaje, algo que le parecería incomprensible, que requeriría intervención divina.

## Fenómena y nóumena
Acerca de las limitaciones de la razón humana, según se argumenta en la Crítica de la razón pura del filósofo idealista Immanuel Kant, el pensamiento humano está inevitablemente estructurado en las distintas categorías del entendimiento:
- Cantidad: Unidad, Pluralidad, Totalidad.
- Calidad: Realidad, Negación, Limitación.
- Relación: Inherencia y Subsistencia, Causalidad y Dependencia, Comunidad.
- Modalidad: Posibilidad o Imposibilidad, Existencia o No existencia, Necesidad o Contingencia.

Estas son claves mentales de las cuales no hay escapatoria, ya que, según el filósofo alemán, representan los límites del pensamiento. Lo que se puede conocer a través de las categorías se denomina fenómenos y lo que está fuera de las categorías se denomina noúmeno, que es incognoscible: "las cosas en sí mismas".

## Elnuevo misterianismo
En su famoso ensayo "¿Qué se siente al ser un murciélago?", Thomas Nagel menciona la posibilidad del cierre cognitivo para el carácter subjetivo de la experiencia y las implicaciones profundas que tiene para la ciencia reduccionista materialista. Owen Flanagan señaló en su libro de 1991 Science of the Mind que algunos pensadores modernos han sugerido que la conciencia nunca podrá ser completamente explicada. Flanagan los llamó "los nuevos misterianistas", por el grupo de rock Question Mark and the Mysterians. Según McGinn, la solución al problema mente-cuerpo no puede aprehenderse a fondo, a pesar del hecho de que la solución debería de estar "escrita en nuestros genes".
El llamado "materialismo emergente" hace una afirmación similar sosteniendo que los humanos no son lo suficientemente inteligentes como para determinar "la relación entre la mente y la materia".

## Crítica
Si bien la naturaleza de la conciencia es compleja, según algunos filósofos, eso no nos aboca necesariamente al cierre cognitivo. O en otras palabras, que el argumento de McGinn es defectuoso.